# Cincu (gmina)
Cincu – gmina w Rumunii, w okręgu Braszów. Obejmuje miejscowości Cincu i Toarcla. W 2011 roku liczyła 1587 mieszkańców. 